# Андрейково (Смоленская область)
 Андре́йково — село в Смоленской области России, в Вяземский район. Расположено в восточной части области в 500 м к северу от районного центра, на автомагистрали М1 «Беларусь». Население — 1589 жителей (2011 год). Центр Андрейковского сельского поселения.

## История
Впервые село упоминается в 1859 году, как сельцо Новосельской волости. До 1869 г. было имением Вяземского купца Плетникова. Представляло собой дачу с несколькими рабочими, небольшим количеством рогатого скота и лошадей, большой сворой охотничьих собак. На территории Андрейково было два помещичьих дома, которые в настоящее время не сохранились. В д. Федяево находится полуразрушенное кирпичное здание православной церкви, датированной 19 веком, которое требует реставрации.
В 2004 году посёлок преобразован в село.

## Экономика
- Птицеферма не работает
- Станция защиты растений не работает
- Агрохимлаборатория
- Андрейковский сельский дом культуры в аварийном состоянии
- 3 магазина
- Медпункт
- Библиотека
- Почта не работает

## Образование
- МБОУ «Андрейковская СОШ»
- Детский сад